# Vallfogona de Balaguer (ort)
Vallfogona de Balaguer är en ort i Spanien.   Den ligger i provinsen Província de Lleida och regionen Katalonien, i den östra delen av landet, 400 km öster om huvudstaden Madrid. Vallfogona de Balaguer ligger 236 meter över havet och antalet invånare är 1 538.
Terrängen runt Vallfogona de Balaguer är platt, och sluttar söderut. Runt Vallfogona de Balaguer är det ganska tätbefolkat, med 54 invånare per kvadratkilometer. Närmaste större samhälle är Balaguer, 4,3 km norr om Vallfogona de Balaguer. Trakten runt Vallfogona de Balaguer består till största delen av jordbruksmark.